# Kurzschwanz-Chinchilla
Das Kurzschwanz-Chinchilla (Chinchilla chinchilla) ist eine Nagetierart aus der Familie der Chinchillas (Chinchillidae). Es ist in freier Wildbahn vom Aussterben bedroht.

## Merkmale
Kurzschwanz-Chinchillas erreichen eine Kopfrumpflänge von 30 bis 38 Zentimeter und eine Schwanzlänge von bis zu 15 Zentimetern. Das Gewicht variiert zwischen 500 und 800 Gramm, wobei die Weibchen deutlich schwerer werden als die Männchen. Das seidige Fell ist sehr dicht und weich; es ist blaugrau oder bräunlich gefärbt, üblicherweise hat jedes Haar eine schwarze Spitze. Der buschige Schwanz ist an der Oberseite mit langen, rauen Haaren besetzt. Der Kopf ist breit, die Ohren sind groß und die Augen schwarz. Sowohl Vorder- als auch Hinterpfoten enden in vier Zehen, die mit schwachen Krallen ausgestattet sind.
Von der zweiten Art der Eigentlichen Chinchillas, dem Langschwanz-Chinchilla, unterscheiden sie sich in der Anzahl der Wirbel (20 Wirbel gegenüber 24 Wirbeln beim Langschwanz-Chinchilla) sowie im namensgebenden, etwa 4 Zentimeter kürzeren Schwanz, den kleineren Ohren und den bei Wildtieren etwas größeren Ausmaßen.

## Verbreitung und Lebensraum
Das ursprüngliche Verbreitungsgebiet der Kurzschwanz-Chinchillas umfasste das südliche Peru, das westliche Bolivien, das nordwestliche Argentinien und das nördliche Chile. Sie leben in den Anden, ihr Lebensraum sind felsige Gebirgsregionen in Höhen von 3000 bis 5000 Meter.

## Lebensweise
Über die Lebensweise dieser Tiere in freier Natur ist wenig bekannt. Sie sind dämmerungs- oder nachtaktiv, als Ruheplätze dienen ihnen Felsspalten oder andere Unterschlupfe. Bei der Nahrungssuche bewegen sie sich schnell und geschickt vorwärts. Sie sind Pflanzenfresser, die alle auffindbaren Arten von Vegetation zu sich nehmen. Beim Fressen setzen sie sich in eine aufrechte Position und halten die Nahrung mit den Vorderpfoten.
Kurzschwanz-Chinchillas sind gesellige Tiere, die zumindest früher in großen Gruppen von bis zu 100 Individuen lebten. Für die manchmal behauptete Monogamie dieser Tiere gibt es keine Belege.

## Fortpflanzung
Bis zu dreimal im Jahr kann das Weibchen Nachwuchs zur Welt bringen, die Tragzeit beträgt rund 110 Tage und die Wurfgröße eins bis sechs (üblicherweise zwei oder drei) Jungtiere. Die Neugeborenen kommen behaart und mit offenen Augen zur Welt, sie werden mit sechs bis acht Wochen entwöhnt. Die Geschlechtsreife tritt mit rund acht Monaten ein, in manchen Fällen auch schon früher (mit 5,5 Monaten). Die Lebenserwartung in freier Wildbahn beträgt etwa 10 Jahre, in menschlicher Obhut können sie bis zu 20 Jahren erreichen.

## Kurzschwanz-Chinchillas und Menschen
Schon von den Inka wurden diese Tiere wegen ihres wertvollen Felles gejagt, in großem und kommerziellem Ausmaß setzte die Bejagung im 19. Jahrhundert ein. Anfang des 20. Jahrhunderts brachen die Bestände ein, und die ersten Schutzbestimmungen wurden erlassen. Das führte zu einer Erhöhung der Preise und damit zur Fortsetzung der nun illegalen Jagd. Später wurden Zuchtversuche in Pelztierfarmen in Südamerika und den USA unternommen, aber bald darauf zu Gunsten der Langschwanz-Chinchilla-Zucht wieder eingestellt.
In Deutschland dürfen die Tiere gem. Tierschutz-Nutztierhaltungsverordnung zum Pelzgewinn auf Pelzfarmen gehalten werden. Auch als Heimtiere sind sie weltweit verbreitet.
In freier Wildbahn ist ihr Status hingegen besorgniserregend. Die Tiere sind in ihrem ganzen Verbreitungsgebiet geschützt, und die Jagd ist wegen der Seltenheit der Tiere uneffektiv und wird kaum ausgeführt. Die Bestände haben sich aber von der jahrelangen Verfolgung nicht erholt. Unklar ist, in welchem Ausmaß noch Kurzschwanz-Chinchillas in entlegenen, unzugänglichen Regionen ihres Verbreitungsgebietes vorkommen. Die IUCN listet sie als „vom Aussterben bedroht“ (critically endangered).